# Pirno

Mapa de algunas de las ciudades griegas de Caria y de algunas islas del Dodecaneso, donde se aprecia la ubicación de Pirno, en la costa meridional.

Pirno (en griego, Πύρνος) fue una antigua ciudad griega de Caria. 
Perteneció a la Liga de Delos puesto que aparece mencionada en los registro de tributos a Atenas entre los años 452/1 y 433/2 a. C.
Es mencionada por Esteban de Bizancio y por Plinio el Viejo. Este último la menciona entre la ciudad costera de Cauno y el puerto de Cresa.